# Бова Марина
Бова Марина (итал. Bova Marina) је насеље у Италији у округу Ређо ди Калабрија, региону Калабрија.
Према процени из 2011. у насељу је живело 3901 становника. Насеље се налази на надморској висини од 29 м.

## Становништво
| 1931. | 1936. | 1951. | 1961. | 1971. | 1981. | 1991. | 2001. | 2011. |
| ----- | ----- | ----- | ----- | ----- | ----- | ----- | ----- | ----- |
| 3.491 | 3.801 | 4.192 | 4.068 | 4.008 | 3.786 | 4.371 | 3.967 | 4.142 |